# PAGEOS 1
PAGEOS 1 (ang. PAssive Geodetic Earth Orbiting Satellite 1; także PAssive GEOdetic Satellite,  pol. Satelita geodezyjny bierny 1) – amerykański bierny satelita geodezyjny wyniesiony w 1966 roku. Wraz z satelitą GEOS 1 stanowił część National Geodetic Satellites Program. Zadaniem należącego do NASA satelity była pomoc w dokonywaniu pomiarów geodezyjnych. PAGEOS 1 miał postać rozwijanego na orbicie balonu z tworzywa sztucznego o średnicy 30,48 m, który był pokryty cienką warstwą aluminium.

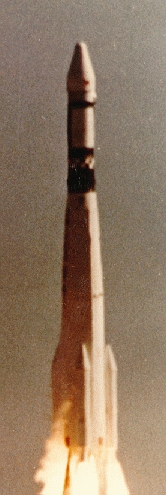
Start rakiety Thor SLV-2A Agena D z satelitą PAGEOS 1.

## Budowa i działanie
Korzystając z doświadczeń wyniesionych z budowy pasywnego eksperymentalnego satelity telekomunikacyjnego Echo 1, w Langley Research Center zbudowano satelitę mającego formę sferycznego balonu o średnicy 30,48 metra wykonanego z poliestrowej folii o grubości 0,0127 mm. Celem nadania powierzchni wysokiej zdolności refleksyjnej światła słonecznego folię pokryto aluminium fizycznie osadzonym z fazy gazowej.
W celu przetestowania nowych metod produkcyjnych zbudowano dwa prototypy PAGEOSA. Montaż konstrukcji polegał na kolejnym łączeniu ze sobą za pomocą taśmy klejącej 83 arkuszy foliowych, z których każdy miał 47,85 m długości. Całość dodatkowo łączyły dwie nakładki przyklejane na górnej i dolnej części sfery. Tuż przed zaklejeniem sfery do jej wnętrza wprowadzono w formie proszku 4,5 kg kwasu benzoesowego i 9 kg antrachinonu. Substancje te na orbicie pod wpływem działania promieni słonecznych miały sublimować, wypełnić złożonego wcześniej PAGEOSA i nadać mu docelowy kształt sfery. Następnie, w stanie gazowym, miały ulotnić się do przestrzeni kosmicznej w ciągu około 14 dni. Po tym czasie sferyczny kształt satelity wynikał jedynie ze sztywności materiału i stabilnej orbity, na której znajdował się.
Pokrycie balonu – cienka warstwa aluminium, dobrze odbijała promieniowanie słoneczne, dzięki czemu z powierzchni Ziemi obiekt był dobrze widoczny na tle gwiazd. Wykorzystanie satelity polegało na obserwacjach i fotografowaniu go z kilku stacji badawczych dokładnie w tym samym czasie. Przemieszczanie się satelity względem znanych gwiazdozbiorów pozwalało metodą triangulacji ustalać wielkości i kształty badanych obszarów Ziemi.

## Misja
Misja rozpoczęła się 24 czerwca 1966 roku, kiedy rakieta Thor Agena D wyniosła z kosmodromu Vandenberg satelitę PAGEOS 1 na średnią orbitę okołoziemską, okołobiegunową (o inklinacji około 85-87°) . Wystrzelony satelita otrzymał oznaczenie COSPAR 1966-056A . Po znalezieniu się na docelowej orbicie nastąpiło prawidłowe rozwinięcie struktury balonu.
PAGEOS 1 przez 9 lat pomagał w prowadzonych badaniach geodezyjnych. W lipcu 1975 roku uległ częściowemu zniszczeniu, a w styczniu 1976 rozpadowi uległy pozostałe jego części. Fragmenty satelity w ciągu kolejnych lat ulegały spaleniu w górnych warstwach atmosfery. Ostatni duży fragment spłonął w atmosferze 2 września 2016 roku .